# Episodi di Mom (terza stagione)
La terza stagione della sitcom Mom è stata trasmessa in prima visione assoluta negli Stati Uniti da CBS dal 5 novembre 2015 al 19 maggio 2016.
In Italia la stagione è andata in onda in prima visione sul canale pay Joi dal 23 febbraio al 21 giugno 2016.
| nº | Titolo originale                            | Titolo italiano              | Prima TV USA     | Prima TV Italia  |
| -- | ------------------------------------------- | ---------------------------- | ---------------- | ---------------- |
| 1  | Terrorists and Gingerbread                  | Tale mamma... tale nonna     | 5 novembre 2015  | 23 febbraio 2016 |
| 2  | Thigh Gap and a Rack of Lamb                | Perché non ho mai ragione?   | 12 novembre 2015 | 1 marzo 2016     |
| 3  | Mozzarella Sticks and a Gay Piano Bar       | Riabilitazione               | 19 novembre 2015 | 8 marzo 2016     |
| 4  | Sawdust and Brisket                         | Il tempo delle scuse         | 26 novembre 2015 | 15 marzo 2016    |
| 5  | A Pirate, Three Frogs and a Prince          | Relazioni instabili          | 10 dicembre 2015 | 22 marzo 2016    |
| 6  | Horny-Goggles and a Catered Intervention    | Il ballo della sobrietà      | 17 dicembre 2015 | 29 marzo 2016    |
| 7  | Kreplach and a Tiny Tush                    | Una cena normale             | 7 gennaio 2016   | 5 aprile 2016    |
| 8  | Snickerdoodle and a Nip Slip                | Un uomo da sposare           | 14 gennaio 2016  | 12 aprile 2016   |
| 9  | My Little Pony and a Demerol Drip           | Passo dopo passo             | 21 gennaio 2016  | 19 aprile 2016   |
| 10 | Quaaludes and Crackerjack                   | Ritorno di fiamma            | 4 febbraio 2016  | 26 aprile 2016   |
| 11 | Cinderella and a drunnk MacGyver            | Maledette tentazioni         | 11 febbraio 2016 | 3 maggio 2016    |
| 12 | Diabetics lesbians and a blushing bride     | L'ultimo errore di Jodi      | 18 febbraio 2016 | 10 maggio 2016   |
| 13 | Sticky hands and a walk on the wild side    | Contrabbando                 | 25 febbraio 2016 | 17 maggio 2016   |
| 14 | Death, Death, Death and a Bucket of Chicken | Una preoccupazione di salute | 3 marzo 2016     | 24 maggio 2016   |
| 15 | Nazi Zombies and a Two-Hundred Pound Baby   | Una nuova-vecchia famiglia   | 10 marzo 2016    | 31 maggio 2016   |
| 16 | Cornflakes and the Hair of Three Men        | Amore telefonico             | 7 aprile 2016    | 31 maggio 2016   |
| 17 | Caperberries and a Glass Eye                | La serata perfetta           | 14 aprile 2016   | 7 giugno 2016    |
| 18 | Beast Mode and Old People Kissing           | Un tuffo nel passato         | 21 aprile 2016   | 7 giugno 2016    |
| 19 | A Catheter and a Dipsy-Doodle               | Diventerò un avvocato        | 28 aprile 2016   | 14 giugno 2016   |
| 20 | Pure Evil and a Free Piece of Cheesecake    | L'abito della discordia      | 5 maggio 2016    | 14 giugno 2016   |
| 21 | Mahjong Sally and the Ecstasy               | Tutto su mia figlia          | 12 maggio 2016   | 21 giugno 2016   |
| 22 | Atticus Finch and the Downtrodden           | La borsa di studio           | 19 maggio 2016   | 21 giugno 2016   |

## Tale mamma... tale nonna
- Titolo originale: Terrorists and Gingerbread
- Diretto da: Pamela Fryman
- Scritto da: Chuck Lorre, Eddie Gorodetsky e Gemma Baker

### Trama
Un investigatore privato comunica a Christy che la madre di Bonnie, ora prossima alla morte, vorrebbe incontrare la figlia. Bonnie, che è stata abbandonata da bambina, non vuole incontrarla, poi ci ripensa, ma solo per avere spiegazioni e sfogare il rancore. Pentita per la durezza usata, Bonnie incontra nuovamente la madre per dirle che la perdona anche se non può darle affetto.

## Perché non ho mai ragione?
- Titolo originale: Thigh Gap and a Rack of Lamb
- Diretto da: Pamela Fryman
- Scritto da: Chuck Lorre, Eddie Gorodetsky e Gemma Baker

### Trama
Nel gruppo di terapia arriva una nuova ragazza di nome Jodi. Christy vuole aiutarla e la ospita a casa, ma la mattina seguente scopre che se n'è andata. Baxter si sta rifacendo una nuova vita con una donna ricca e vuole portare Roscoe in vacanza in barca modificando il programma delle visite. Christy chiede un aumento di stipendio a Carla, riceve un rifiuto e finisce per licenziarsi. Tornata a casa, comprende l'errore commesso e si fa riassumere come cameriera. Alla riunione del gruppo torna Jodi, malmenata dal fidanzato, ma motivata.

## Riabilitazione
- Titolo originale: Mozzarella Sticks and a Gay Piano Bar
- Diretto da: Pamela Fryman
- Scritto da: Chuck Lorre, Eddie Gorodetsky e Gemma Baker

### Trama
Grazie all'aiuto di Christy e Bonnie, Jodi riesce a trovare un lavoro e a raddrizzare la propria vita. La sorella la contatta e le offre di andare a vivere da lei. Le Plunkett, ora libere, cercano una nuova alcolista da aiutare e la trovano in un bar. In realtà non è un'alcolizzata e, smaltita la sbornia, si dà alla fuga.

## Il tempo delle scuse
- Titolo originale: Sawdust and Brisket
- Diretto da: Pamela Fryman
- Scritto da: Chuck Lorre, Eddie Gorodetsky e Gemma Baker

### Trama
Violet, che adesso frequenta il college e ha una relazione con un uomo benestante più grande di lei, torna a trovare la famiglia dopo una lunga assenza. I rapporti con la madre sembrano andare benissimo fino a quando, in una cena, Christy si lascia sfuggire che Violet è già mamma mettendo in crisi la relazione con Gregory. Violet incolpa la madre e decide di andarsene di nuovo, ma prima della partenza, chiama Christy per scusarsi. Bonnie e un'inquilina si scusano a vicenda per alcuni dissapori recenti.

## Relazioni instabili
- Titolo originale: A Pirate, Three Frogs and a Prince
- Diretto da: Pamela Fryman
- Scritto da: Chuck Lorre, Eddie Gorodetsky e Gemma Baker

### Trama
Christy va a una riunione scolastica dall'insegnante di Roscoe con Baxter e Candice, e si altera perché vede messa in discussione la sua autorità di madre a vantaggio della nuova compagna dell'ex marito. Bonnie, che non ha una relazione sentimentale da tempo, decide di rimettersi in gioco flirtando con Steve, ma senza intenzioni serie. Lui, inizialmente illuso, acconsente alla relazione di solo sesso.

## Il ballo della sobrietà
- Titolo originale: Horny-Goggles and a Catered Intervention
- Diretto da: Pamela Fryman
- Scritto da: Chuck Lorre, Eddie Gorodetsky e Gemma Baker

### Trama
Regina esce dal carcere e torna dalle amiche, ma dichiara di non essere dipendente dall'alcool e di poter bere occasionalmente. Ospitata da Jill, riceve una visita dalle amiche che la mettono in guardia sulle conseguenze della sua decisione. Offesa, se ne va a vivere da sola. Christy vede sempre più minacciato il suo ruolo di madre nella vita di Roscoe a causa della competizione di Candice.

## Una cena normale
- Titolo originale: Kreplach and a Tiny Tush
- Diretto da: Pamela Fryman
- Scritto da: Chuck Lorre, Eddie Gorodetsky e Gemma Baker

### Trama
Steve, contrariamente a Bonnie, vuole una relazione seria. Violet porta Gregory e la madre a cena da Christy e Bonnie. La cena è interrotta più volte dall'arrivo degli amici dell'associazione che hanno bisogno di aiuto. Nonostante tutto, la madre di Gregory è compiaciuta dalla futura nuora.

## Un uomo da sposare
- Titolo originale: Snickerdoodle and a Nip Slip
- Diretto da: Pamela Fryman
- Scritto da: Chuck Lorre, Eddie Gorodetsky e Gemma Baker

### Trama
Candice vuole migliorare i rapporti con Christy e Bonnie e le invita a pranzo al golf club. Lì incontrano il padre di Candice, Fred, che si invaghisce di Christy. Mentre Bonnie è felice dell'accaduto, Candice ne è infastidita.

## Passo dopo passo
- Titolo originale: My Little Pony and a Demerol Drip
- Diretto da: Pamela Fryman
- Scritto da: Chuck Lorre, Eddie Gorodetsky e Gemma Baker

### Trama
La storia tra Christy e Fred va avanti lasciando ben sperare. Baxter e Candice cercano, ognuno a suo modo, di ostacolare quella relazione ma senza riuscirvi. Quando le cose stanno diventando serie, Christy capisce qual è il vero carattere di Fred e, delusa, lo lascia.

## Ritorno di fiamma
- Titolo originale: Quaaludes and Crackerjack
- Diretto da: Pamela Fryman
- Scritto da: Chuck Lorre, Eddie Gorodetsky e Gemma Baker

### Trama
Bonnie, per evitare Steve che ha appena lasciato, inizia a frequentare un'associazione gay pensando di evitare i suoi vecchi flirt, ma incontra Janine, con la quale ha avuto una relazione molti anni prima. Tentando di chiarire il passato, la passione si riaccende. Dopo alcuni alti e bassi, Bonnie tronca con Janine e torna con Steve.

## Maledette tentazioni
- Titolo originale: Cinderella and a drunnk MacGyver
- Diretto da: Pamela Fryman
- Scritto da: Chuck Lorre, Eddie Gorodetsky e Gemma Baker

### Trama
Nel gruppo degli alcolisti entra Julian, un uomo affascinante che monopolizza l'attenzione di tutte le partecipanti. Christy lo aiuta a superare le sue prime crisi mettendo a dura prova la propria forza di volontà resistendo all'attrazione fisica che prova per lui. Jill e Bonnie vanno ad una festa di beneficenza frequentata dalle ex amiche di Jill, ma lei non fa più parte di quella società.

## L'ultimo errore di Jodi
- Titolo originale: Diabetics lesbians and a blushing bride
- Diretto da: Pamela Fryman
- Scritto da: Chuck Lorre, Eddie Gorodetsky e Gemma Baker

### Trama
Marjorie e Victor decidono di sposarsi. Alla sorella di Victor, Anja, la sposa non piace a causa del suo passato. Per portarla alla cerimonia devono intervenire Christy e Bonnie. Jodi cerca di contattare Christy, suo tutor, ma non ci riesce. Poco dopo viene trovata morta per overdose. Marjorie non viene informata dell'accaduto per permetterle di partire per la luna di miele.

## Contrabbando
- Titolo originale: Sticky hands and a walk on the wild side
- Diretto da: Pamela Fryman
- Scritto da: Chuck Lorre, Eddie Gorodetsky e Gemma Baker

### Trama
Marjorie è arrabbiata per non aver saputo quanto accaduto a Jodi. Christy, Bonnie, Jill e Wendy decidono di contrabbandare un grosso quantitativo di sciroppo d'acero dal Canada. Marjorie si scusa con Christy e la consola perché non si senta responsabile per la morte di Jodi.

## Una preoccupazione di salute
- Titolo originale: Death, Death, Death and a Bucket of Chicken
- Diretto da: Pamela Fryman
- Scritto da: Chuck Lorre, Eddie Gorodetsky e Gemma Baker

### Trama
Bonnie ha un neo sospetto su una natica ma ha paura di farsi visitare. Christy fatica per convincerla ad andare da un medico. Dopo la visita, Bonnie teme di avere un cancro. Dopo aver asportato il neo, il medico la informa che era maligno ma che è stato preso in tempo e non avrà nessuna conseguenza per la salute.

## Una nuova-vecchia famiglia
- Titolo originale: Nazi Zombies and a Two-Hundred Pound Baby
- Diretto da: Pamela Fryman
- Scritto da: Chuck Lorre, Eddie Gorodetsky e Gemma Baker

### Trama
Baxter e Candice hanno problemi di coppia prima del matrimonio. Christy e Baxter si riavvicinano sentimentalmente e lui vorrebbe sposarsi di nuovo con lei e lasciare Candice. Christy, sapendo quello che ha passato con l'ex marito, rifiuta.

## Amore telefonico
- Titolo originale: Cornflakes and the Hair of Three Men
- Diretto da: Pamela Fryman
- Scritto da: Chuck Lorre, Eddie Gorodetsky e Gemma Baker

### Trama
Christy rimane senza lavoro per sei settimane e Jill la assume come segretaria personale. Bonnie conosce Adam, un uomo affascinante, grazie ad un errore telefonico. I due decidono di conoscersi e si danno appuntamento, ma lui non si presenta. Jill ha un flirt con un uomo celebre e sposato.

## La serata perfetta
- Titolo originale: Caperberries and a Glass Eye
- Diretto da: Pamela Fryman
- Scritto da: Chuck Lorre, Eddie Gorodetsky e Gemma Baker

### Trama
Adam contatta Bonnie per spiegarle che non si è presentato all'appuntamento perché è su una sedia a rotelle e temeva di essere respinto. I due decidono nuovamente di incontrarsi e nasce subito una grande intesa. Christy viene a sapere che Adam tradisce abitualmente le proprie compagne e avvisa la madre. Bonnie decide comunque di fidarsi.

## Un tuffo nel passato
- Titolo originale: Beast Mode and Old People Kissing
- Diretto da: Pamela Fryman
- Scritto da: Chuck Lorre, Eddie Gorodetsky e Gemma Baker

### Trama
Nel gruppo degli alcolisti anonimi arriva Travis, ex fidanzato della compianta Jodi. Christy lo accusa di aver causato la morte della fidanzata e lui se ne va. Adam assiste a una riunione del gruppo e ne rimane deluso. Christy chiede scusa a Travis e lo convince a tornare in terapia.

## Diventerò un avvocato
- Titolo originale: A Catheter and a Dipsy-Doodle
- Diretto da: Pamela Fryman
- Scritto da: Chuck Lorre, Eddie Gorodetsky e Gemma Baker

### Trama
Christy si ammala di polmonite e viene ricoverata in ospedale. Adam trova lavoro, ma dovrà trasferirsi in Croazia per quattro mesi. Christy scappa dall'ospedale per sostenere l'esame di ammissione al college per diventare avvocato, lo termina e viene ricoverata di nuovo.

## L'abito della discordia
- Titolo originale: Pure Evil and a Free Piece of Cheesecake
- Diretto da: Pamela Fryman
- Scritto da: Chuck Lorre, Eddie Gorodetsky e Gemma Baker

### Trama
Christy supera brillantemente l'esame di ammissione all'università pubblica di Sonoma. Bonnie non dà il giusto valore al risultato ottenuto dalla figlia e finisce per litigare con Christy. Davanti al gruppo ammette di essere invidiosa delle prospettive che si stanno aprendo alla figlia. Christy regala l'abito da sposa a Violet.

## Tutto su mia figlia
- Titolo originale: Mahjong Sally and the Ecstasy
- Diretto da: Pamela Fryman
- Scritto da: Chuck Lorre, Eddie Gorodetsky e Gemma Baker

### Trama
Gregory lascia Violet poco prima del matrimonio. Violet incolpa Gregory di essere infedele, ma la realtà è che è diventata dipendente da droga e alcool.

## La borsa di studio
- Titolo originale: Atticus Finch and the Downtrodden
- Diretto da: Pamela Fryman
- Scritto da: Chuck Lorre, Eddie Gorodetsky e Gemma Baker

### Trama
Christy è disperata perché non sa come procurare il denaro che le serve per iscriversi all'università. Cerca di ottenere una borsa di studio da un'associazione della Napa Valley, ma il contributo maggiore arriva da Bonnie che vende l'abito da sposa di Violet e molti oggetti delle loro amiche. Violet, che continua con la sua vita sregolata, si fa assumere come croupier in un casinò. 